# Yūsuke Takeda
Yūsuke Takeda (japanisch 武田 有祐 Takeda Yūsuke; * 20. Juli 1991 in der Präfektur Shiga) ist ein ehemaliger japanischer Fußballspieler.

## Karriere
Takeda erlernte das Fußballspielen in der Jugendmannschaft von Kyoto Sanga FC und der Universitätsmannschaft der Ritsumeikan-Universität. Seinen ersten Vertrag unterschrieb er 2014 bei Kamatamare Sanuki in Takamatsu. Der Verein spielte in der zweithöchsten Liga des Landes, der J2 League. Am Ende der Saison 2018 stieg der Verein in die dritte Liga ab. Für Kamatamare Sanuki absolvierte er 116 Ligaspiele. Ende 2019 beendete er seine Karriere als Fußballspieler.